# エフエム泉大津
株式会社エフエム泉大津（エフエムいずみおおつ）は、大阪府泉大津市の一部地域を放送区域として超短波放送（FM放送）をする特定地上基幹放送事業者である。
FMいずみおおつの愛称でコミュニティ放送をしている。

## 概要
2017年（平成29年）開局。市内の会社経営者らが、「地域に密着した情報を市民に届け、まちを活気づけたい」との思いで設立を準備した。初代局長には、定年退職した元市立小学校長が就任している。
大阪府では初めて、エフエムきららのノウハウを応用したいわゆるきらら方式を採用。開局時点では放送時間は7時から21時ですべて生放送番組を編成し、放送時間外は無音。インターネット放送はFM++で行なっている。
2020年1月 - 3月の間、放送時間を短縮し、日曜日は完全に放送休止をしていた。自社制作を行わず終日音楽放送を実施するコミュニティFM局は少なくないが、定期的に終日休止する例は珍しい。4月より日曜日の放送を再開した。
放送区域は泉大津市内の世帯の約9割をはじめ、和泉市、高石市、忠岡町の各一部に及んでいる。

## 沿革
- 2017年（平成29年）
  - 12月24日 - 開局
- 2020年（令和2年）
  - 1月5日 - 放送時間を平日12 - 21時、土曜12 - 19時とし、日曜は終日停波とする。
  - 4月1日 - 放送時間を平日7 - 21時、土曜・日曜は9 - 19時とし、日曜日の放送を再開。

## 主な番組
- ばっちりモーニング
- HAPPY×HAPPY（はぴはぴ）
- まったりおづカフェ
- Happyアワ〜♪
- おつかれOZU
- おづはぴさたでー・さんでー

・サウンドガーデン
- ランチ、lunch、サンデー
- イブニングnavi
- おづみんタイム